# Grand Prix de Wallonie 1973
La 14e édition du Grand Prix de Wallonie a eu lieu le 21 mars 1973. Elle a été remportée par le Belge Albert Van Vlierberghe.

## Classement final
Albert Van Vlierberghe remporte la course en parcourant les 200 kilomètres en 5 h 10 à la vitesse moyenne de 38,709 km/h.
| Classement final, | Classement final,      | Classement final, | Classement final,          | Classement final, |
|                   | Coureur                | Pays              | Équipe                     | Temps             |
| ----------------- | ---------------------- | ----------------- | -------------------------- | ----------------- |
| 1er               | Albert Van Vlierberghe | Belgique          | Rokado                     | en 5 h 10 min 0 s |
| 2e                | Gérard Besnard         | France            | Sonolor                    |                   |
| 3e                | Walter Godefroot       | Belgique          | Flandria-Shimano-Carpenter | + 1 min 20 s      |
| 4e                | Cyrille Guimard        | France            | Gan-Mercier-Hutchinson     |                   |
| 5e                | Frans Verbeeck         | Belgique          | Watney-Maes                |                   |
| 6e                | Raymond Poulidor       | France            | Gan-Mercier-Hutchinson     |                   |
| 7e                | Ronny Van De Vijver    | Belgique          | Ijsboerke-Bertin           |                   |
| 8e                | Daniel Van Ryckeghem   | Belgique          | Novy-Total                 |                   |
| 9e                | Freddy Maertens        | Belgique          | Flandria-Shimano-Carpenter |                   |
| 10e               | Alain Vasseur          | France            | Bic                        |                   |
| modifier          |                        |                   |                            |                   |